# ホワイト・シューズ
| 専門評論家によるレビュー | 専門評論家によるレビュー |
| レビュー・スコア         | レビュー・スコア         |
| 出典                     | 評価                     |
| ------------------------ | ------------------------ |
| オールミュージック       | [ 1 ]                    |

『ホワイト・シューズ』 (原題：White Shoes)は1983年のエミルー・ハリスのアルバムであり、様々なジャンルの楽曲のコレクションで構成されている。「ダイアモンドは女の親友 (Diamonds Are a Girl's Best Friend)」のロック風バージョン、ドナ・サマーのヒット曲「オン・ザ・レイディオ (On the Radio)」のカントリー・リメイク、そしてサンディ・デニーの「ライク・アン・オールド・ファッションド・ワルツ (Like an Old Fashioned Waltz)」と言った楽曲が含まれている。「イン・マイ・ドリームズ (In My Dreams)」と「プリーディング・マイ・ラヴ (Pledging My Love)」はともに1984年にビルボード誌のカントリー・ミュージック・シングルチャートで第9位を記録した。

## トラックリスト
| #   | タイトル                                                                                | 作詞・作曲                            | 時間 |
| --- | --------------------------------------------------------------------------------------- | ------------------------------------- | ---- |
| 1.  | 「ドライヴィン・ホイール - Drivin' Wheel」                                              | T・ボーン・バーネット、ビリー・スワン | 3:10 |
| 2.  | 「プリーディング・マイ・ラヴ - Pledging My Love」                                       | ドン・ロビー、ファッツ・ワシントン    | 3:00 |
| 3.  | 「イン・マイ・ドリームス - In My Dreams」                                               | ポール・ケナーリー                    | 3:15 |
| 4.  | 「ホワイト・シューズ - White Shoes」                                                    | ジャック・テンプチン                  | 3:30 |
| 5.  | 「オン・ザ・レイディオ - On the Radio」                                                 | ジョルジオ・モロダー、ドナ・サマー    | 5:11 |
| 6.  | 「イッツ・オンリー・ロックンロール - It's Only Rock 'n' Roll」                          | ロドニー・クロウエル                  | 2:55 |
| 7.  | 「ダイアモンドは女の親友- Diamonds Are a Girl's Best Friend」                           | レオ・ロビン、ジューリー・スタイン    | 3:39 |
| 8.  | 「グッド・ニュース- Good News」                                                         | シャーキー・エイカード                | 3:52 |
| 9.  | 「ベイビー、ベター・スタート・ターニネム・ダウン- Baby, Better Start Turnin' 'Em Down」 | クロウェル                            | 3:04 |
| 10. | 「ライク・アン・オールド・ファッションド・ワルツ - Like an Old Fashioned Waltz」        | サンディ・デニー                      | 3:11 |

## パーソネル
- エミルー・ハリス - アコースティックギター、バッキングボーカル
- ブライアン・エイハーン – アコースティックギター、エレキギター、ベース、6弦ベース、パーカッション、タンバリン
- バーバラ・ベネット – バッキング・ボーカル
- マイク・ボーデン – ベース
- ボニー・ブラムレット – バッキング・ボーカル
- トニー・ブラウン – ピアノ、エレクトリック・ピアノ
- T・ボーン・バーネット – アコースティックギター、エレキギター、パーカッション、バッキングボーカル
- ロドニー・クロウエル – アコースティックギター
- ハンク・デヴィート – スチールギター
- シャーリー・エイカード – バッキングボーカル
- スティーブ・フィッセル – スチールギター、メロバー
- ウェイン・グッドウィン – バリトンサックス
- グレン・D・ハーディン – エレクトリックピアノ、弦楽編曲
- ドン・ヘフィントン – ドラム
- ジム・ホーン – リコーダー
- ドン・ジョンソン – ピアノ、エレクトリックピアノ、バッキングボーカル
- キース・クヌーセン – ドラム
- ジョン・マクフィー – アコースティックギター、エレキギター
- ビル・ペイン – ピアノ、エレクトリックピアノ、キーボード、シンセサイザー
- ミッキー・ラファエル – ハーモニカ
- フランク・レッカード – エレキギター
- バリー・タシアン – アコースティックギター、バッキングボーカル
- ジョン・ウェア – ドラムス

## 技術
- ブライアン・エイハーン – プロデューサー、エンジニア
- ドニヴァン・コウォールト – エンジニア
- スチュアート・テイラー – エンジニア
- アラン・ヴァション – エンジニア

## チャートでのパフォーマンス
| グラフ（1983）                           | ピーク ポジション |
| ---------------------------------------- | ----------------- |
| 米国のビルボードトップカントリーアルバム | 22                |
| 米国ビルボード 200                       | 116               |